# Naša sloga
Naša sloga, prve novine u Istri na hrvatskom jeziku; počele su izlaziti u Trstu 1. lipnja 1870. kao na četiri stranice malog formata kao dvotjednik do 1884., od 1884. do 1900. kao tjednik, a u međuvremenu su se 1899. godine preselile iz Trsta.
List je pokrenuo biskup Juraj Dobrila, a zamisao su mu neposredni izvršili Matko Baštijan, Antun Karabaić, Mate Ujčić i Tomislav Padavić. Podnaslov "Poučni, gospodarski i politički list" objašnjava programsku orijentaciju novina, a moto ispod podnaslova "Slogom rastu male stvari, a nesloga sve pokvari" važnost složnoga slavenskog, tj. hrvatsko-slovenskog nastupa u Istri.
Od 25. listopada 2007., na mrežnim stranicama Sveučilišne knjižnice u Puli moguće je besplatno pretraživati novine „Naša sloga“ (Trst, Pula, 1870-1915), prve hrvatske novine u Istri. 
Nakon Karabaića odgovorni urednici bili su Andrija Novak, Lovro Testen, Karlo Kiršjak i Matko Mandić.

## Ostala novinska izdanja koja su nosila isto ime
Od 1928. do 1932. u Sušaku, a kratko i 1935. u Karlovcu, izlazile su novine pod istim imenom - Naša sloga - njihov urednik i izdavač bio je Milan Banić.
Od 17. veljače 1938. pa do 1944. istoimeni tjednik izlazio je u Buenos Airesu, a uređivao ga je Joso Defrančeski. Ova je Naša sloga imala podnaslov "glasilo jugoslovenskih iseljenika u državama Južne Amerike", a financijski ga je potpomagalo Poslanstvo Kraljevine Jugoslavije u Buenos Airesu.

## Vanjske poveznice
- Naša sloga online  Arhivirana inačica izvorne stranice od 21. prosinca 2007. (Wayback Machine)